# Adrian Lulgjuraj
Adrian Lulgjuraj (Ulcinj, 19 augustus 1980) is een in Montenegro geboren Albanees zanger.

## Overzicht
Lulgjurai werd geboren in het Montenegrijnse Ulcinj, dat toen onderdeel was van Joegoslavië. In Albanië raakte hij in 2011 bekend door zijn overwinning in Top Fest, een lokaal muziekfestival. Hij won het festival met het nummer Evoloj. Een jaar later nam hij samen met Bledar Sejko deel aan Festivali i Këngës 2012. Met het nummer Identitet won het duo het festival. Aangezien Festivali i Këngës dienstdoet als Albanese voorronde voor het Eurovisiesongfestival, vertegenwoordigden zij beide Albanië op het Eurovisiesongfestival 2013 in Malmö te Zweden. Het lukte hen niet door te stoten tot de finale van het festival.
2004: Anjeza Shahini · 
2005: Ledina Çelo · 
2006: Luiz Ejlli · 
2007: Aida & Frederik Ndoci · 
2008: Olta Boka · 
2009: Kejsi Tola · 
2010: Juliana Pasha · 
2011: Aurela Gaçe · 
2012: Rona Nishliu · 
2013: Adrian Lulgjuraj & Bledar Sejko · 
2014: Hersjana Matmuja · 
2015: Elhaida Dani · 
2016: Eneda Tarifa · 
2017: Lindita · 
2018: Eugent Bushpepa · 
2019: Jonida Maliqi · 
2021: Anxhela Peristeri · 
2022: Ronela Hajati · 
2023: Albina & Familja Kelmendi · 
2024: Besa · 
2025: Shkodra Elektronike
- Bibliothèque nationale de France: cb167378461 (data)
- International Standard Name Identifier: 0000 0004 2648 4082
- MusicBrainz: 90084092-3ca3-4289-9167-a928051e94ef
- Virtual International Authority File: 306322693